# 盧道陽
盧 道陽（ノ ドヤン、노도양、1909年10月14日 - 2004年4月3日）は、大韓民国の地理学者。日本の駒澤大学地歴科を卒業し、明知大学校の博物館長や湖西大学校名誉教授を務めた。大韓地理学会を、キム・ドテ（김도태）、ユク・ジス（陸芝修、육지수）、キム・ジョンウォン（金鍾遠、김종원）とともに1945年9月11日に創立し、カヤ文化研究院長などを歴任した。盧道陽は、1970年の論文で、風水地理と現代の科学的地理学を比較して、両者とも人間と自然環境との関係を見ているが、風水地理はある特殊な場所の土地を論じるだけなので、現代地理学でいう自然環境よりはその範囲が狭いと述べた。

## 学歴と経歴
- 日本、駒澤大学地歴科
- 檀国大学校 教授
- ソウル大学校文理科師範大学 教授
- 忠南大学校文理科大学 学長
- 明知大学校 教授および博物館長
- 湖西大学校 名誉教授
- カヤ文化研究院長

## おもな業績
- 자연환경과 인류생활: 고등사회 생활과
- 지리학적 제현상(地理學的 諸現象)에 있어서의 역사적 요소(歷史的 要素), 사상계사 1953.
- 인문지리: 고등학교 사회과
- 팔역지 「가거지」 해설 ( A Study of `` Pal-Yuk-Ji `` ( Livable Places ) )
- 선천군(宣川郡) [출처: 한국민족문화대백과사전]
- 초산군(楚山郡) [출처: 한국민족문화대백과사전]